# ويليام تومسون (سياسي أمريكي، مواليد 1772)
ويليام تومسون (بالإنجليزية: William Thompson)‏ هو سياسي أمريكي، ولد في 3 فبراير 1772، وتوفي في 22 نوفمبر 1802. انتخب عضو مجلس ولاية كارولاينا الشمالية عن دائرة مقاطعة كارتيريت (1778 – 1779).